# Die Tänzerinnen des Kalifen

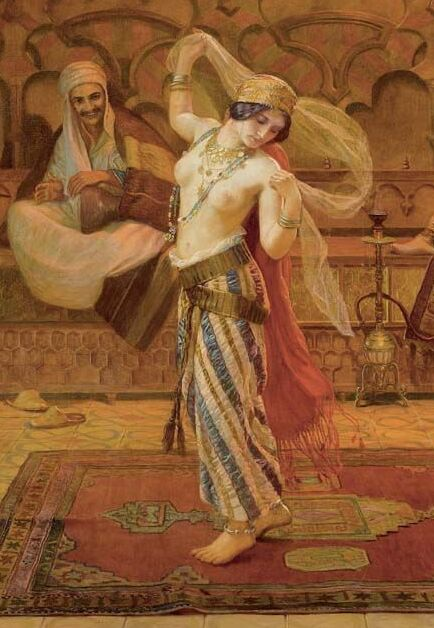
Eine der Tänzerinnen des Kalifen. Orientalismus-Gemälde von Otto Pilny, 1914.

Die Tänzerinnen des Kalifen ist eine erotische Erzählung aus den Geschichten aus Tausendundeiner Nacht. In der Arabian Nights Encyclopedia wird sie als ANE 492 gelistet. (→ Tausendundeine Nacht – Liste der Geschichten). Sie berichtet, wie ein armer Dichter, der Geld braucht, beim Kalifen Abd al-Malik vorsteht, sich dann aber mehr für dessen schöne Tanzsklavinnen interessiert.

## Handlung
Zur Zeit des Kalifen Abd al-Malik lebte in Damaskus ein Dichter und Musiker namens Ibn Abi Atik, der trotz seines beträchtlichen Einkommens mit Geld nicht umgehen konnte, weshalb es ihm wie Wasser in einem Sieb entglitt und er und seine große Familie in Armut lebten und oft nicht einmal etwas zu essen hatten. Einer seiner Freunde war ein Mann namens Abdallah, der zudem Kämmerer und Vertrauter des Kalifen war. Er brachte den Kalifen dazu, dass dieser eine Einladung an Ibn Abi Atik aussprach, der sich daraufhin zum Palast des Kalifen begab. Was dem Dichter sofort in Banne schlug, waren zwei wunderschöne Sklavinnen, die sich als Tanzmädchen elegant und betörend um den Kalifen herum bewegten. Sie erschienen ihm wie zwei Huris; die Jungfrauen im Paradies. 

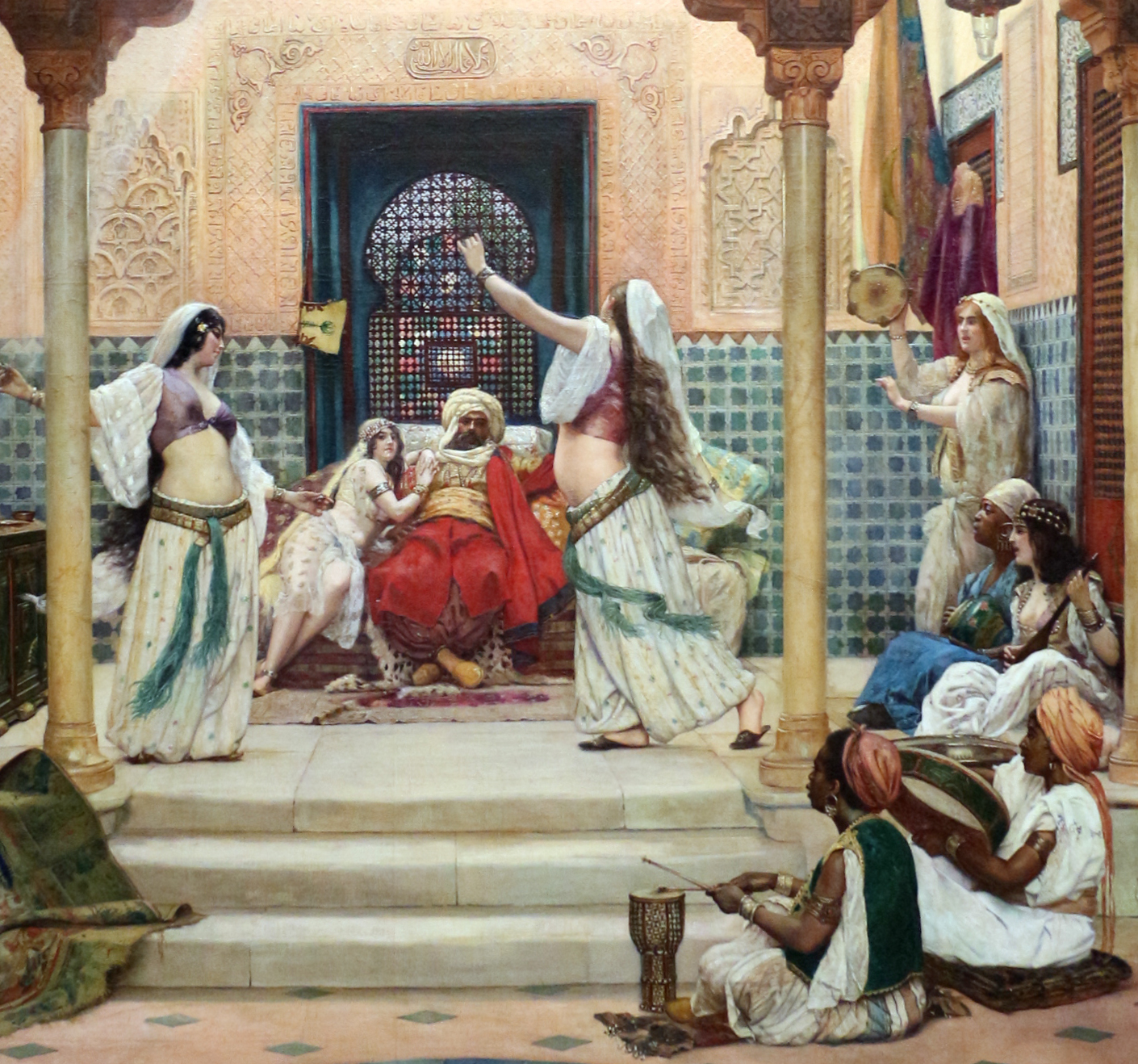
Der Kalif Abd al-Malik und die beiden tanzenden Sklavenmädchen. Orientalismus-Gemälde von Paul Louis Bouchard, 1893.

Der Kalif Abd al-Malik bot Ibn Abi Atiq nun an, ihm zu helfen und einen Wunsch zu erfüllen, doch Ibn Abi Atiq hörte ihm gar nicht richtig zu, sondern hatte nur Augen für die zwei schönen jungen Frauen. Schließlich erklärte er, dass er in diesem Augenblick wunschlos zufrieden sei, denn seine Auge und sein Herz erblickten Schönheit und er fühle sich wie die Sonne zwischen zwei Monden. Der Kalif begriff die Worte des Dichters und erwiderte, dass er die beiden Sklavinnen heute vom byzantinischen Kaiser bekommen habe und sie dem Dichter gerne zum Geschenk mache. Dieser nahm die Tänzerinnen daraufhin mit in sein Haus. Abd al-Malik fragte Abdullah den Kämmerer, ob dieser mit der Schilderung des Elends seines Freundes nicht ein wenig übertrieben habe, scheinbar fehle es ihm an nichts. Beschämt erwiderte Abdullah, dass sein Freund gelogen hatte und schilderte dem Kalif nochmals die Armut seines Freundes, dann machte er sich ebenfalls zu dessen Haus auf.

Als Abdullah in das Haus des Ibn Abi Atiq eintrat, fand er diesen mit den Tänzerinnen vor, jeweils eine auf seinem Knie sitzend, und ein großes Tablett voller Weinbecher vor sich stehend. Abdullah fuhr seinen Freund an, wie er den Kalifen habe anlügen und ihn in eine so peinliche Lage habe bringen können, doch Ibn Abi Atiq erwiderte nur, dass ein Mann in dieser herrlichen Umgebung – er meinte die Sklavenmädchen – nicht über Armut und Elend jammern oder gar singen könne. Er bot Abdullah ebenfalls Wein an, nahm die Laute zur Hand und begann zu singen.

„Lebendig und leichtfüßig wie von tanzenden Fontänen bespritzt, ist jede wie eine Gazelle mit schlanken Flanken. Ihre Brüste sind wie birnenförmige Schalen aus Jade, gegen einen Himmel aus Licht. Sollte ich dann nicht singen? Wenn die kahlen und alten Berge auch von diesen Mädchen getrunken hätten, wären sie aufgesprungen und hätten gesungen und getanzt in ihrer Freude.“
Ibn Abi Atiq lebte das Leben wie zuvor und vertraute sein Schicksal Gott anheim, unbekümmert des morgigen Tages. Die beiden Tanzmädchen waren sein Trost in der Verzweiflung und eine ständige Freude bis zu seinem Tod.

## Hintergrund

### Textherkunft und Nutzung
Die Erzählung findet sich in keinem der arabischen Manuskripte und der frühen Druckfassungen von Tausendundeine Nacht. Sie taucht auch allein in der Sammlung und Übersetzung von Joseph-Charles Mardrus (1868–1949) auf. Der belgische Orientalist Victor Chauvin (gest. 1913) vermutet, dass Mardrus die Geschichte aus dem 1858 erschienenen Werk Femmes arabes avant et depuis l'islamisme von Nicolas Perrons übernommen hat.

### Historische Figuren

Das Islamische Weltreich bis zum Ende der Umayyaden-Kalifen im Jahr 750.

Der in der Geschichte erwähnte Kalif Abd al-Malik (646–705, reg. 685–705) war der fünfte Kalif der von Syrien aus herrschenden Dynastie der Umayyaden (661–750).

## Ausgaben
- Joseph-Charles Madrus: The Book of the Thousand Nights and One Nights, Routledge, London und New York 1989 (Originalfassung 1899–1904), Band 4, S. 494–497.